# 시대소리 뉴스
시대소리 뉴스는 대한민국의 인터넷 언론 매체로 2003년 5월 19일 서프라이즈 출신 변희재, 장신기 등에 의해 창간되어 2004년 4월 19일 경영난으로 브레이크뉴스에 합병, 흡수될 때까지 존재하였다.

## 같이 보기
- 브레이크뉴스
- 신데렐라 뉴스
- 변희재